# 布雷特·斯托克斯
布雷特·斯托克斯（英語：Brett Stocks，1963年3月14日—），澳大利亚男子游泳运动员。他曾代表澳大利亚参加1986年和1990年英联邦运动会游泳比赛，其中1986年英联邦运动会获得二枚铜牌。